# Liste des députés européens d'Italie de la 5e législature
Ceci est une liste des membres du Parlement européen pour l'Italie de 1999 à 2004, classés par nom.

## Liste
| Nom                       | Parti                               | Groupe  |
| ------------------------- | ----------------------------------- | ------- |
| Giorgio Celli             | Fédération des Verts                | V/ALE   |
| Reinhold Messner          | Fédération des Verts                | V/ALE   |
| Enrico Boselli            | Socialistes démocrates italiens     | PSE     |
| Massimo Carraro           | Démocrates de gauche                | PSE     |
| Giovanni Fava             | Démocrates de gauche                | PSE     |
| Fiorella Ghilardotti      | Démocrates de gauche                | PSE     |
| Renzo Imbeni              | Démocrates de gauche                | PSE     |
| Vincenzo Lavarra          | Démocrates de gauche                | PSE     |
| Pasqualina Napoletano     | Démocrates de gauche                | PSE     |
| Giorgio Napolitano        | Démocrates de gauche                | PSE     |
| Giovanni Pittella         | Démocrates de gauche                | PSE     |
| Giorgio Ruffolo           | Démocrates de gauche                | PSE     |
| Bruno Trentin             | Démocrates de gauche                | PSE     |
| Gianni Vattimo            | Démocrates de gauche                | PSE     |
| Walter Veltroni           | Démocrates de gauche                | PSE     |
| Demetrio Volcic           | Démocrates de gauche                | PSE     |
| Elena Paciotti            | Démocrates de gauche                | PSE     |
| Guido Sacconi             | Démocrates de gauche                | PSE     |
| Fausto Bertinotti         | Parti de la refondation communiste  | GUE/GVE |
| Armando Cossutta          | Parti des communistes italiens      | GUE/GVE |
| Giuseppe Di Lello Finuoli | Parti de la refondation communiste  | GUE/GVE |
| Lucio Manisco             | Parti des communistes italiens      | GUE/GVE |
| Luisa Morgantini          | Parti de la refondation communiste  | GUE/GVE |
| Luigi Vinci               | Parti de la refondation communiste  | GUE/GVE |
| Generoso Andria (en)      | Forza Italia                        | PPE-DE  |
| Paolo Bartolozzi          | Forza Italia                        | PPE-DE  |
| Guido Bodrato             | Parti populaire italien             | PPE-DE  |
| Giuseppe Brienza          | Centre chrétien-démocrate           | PPE-DE  |
| Renato Brunetta           | Forza Italia                        | PPE-DE  |
| Luigi Cesaro              | Forza Italia                        | PPE-DE  |
| Luigi Cocilovo            | Parti populaire italien             | PPE-DE  |
| Raffaele Costa            | Forza Italia                        | PPE-DE  |
| Marcello Dell'Utri        | Forza Italia                        | PPE-DE  |
| Luigi De Mita             | Parti populaire italien             | PPE-DE  |
| Michl Ebner               | Südtiroler Volkspartei              | PPE-DE  |
| Carlo Fatuzzo             | Parti des retraités                 | PPE-DE  |
| Enrico Ferri              | Forza Italia                        | PPE-DE  |
| Francesco Fiori           | Forza Italia                        | PPE-DE  |
| Giuseppe Gargani          | Forza Italia                        | PPE-DE  |
| Jas Gawronski             | Forza Italia                        | PPE-DE  |
| Vitaliano Gemelli         | Chrétiens démocrates unis           | PPE-DE  |
| Giorgio Lisi              | Forza Italia                        | PPE-DE  |
| Raffaele Lombardo         | Centre chrétien-démocrate           | PPE-DE  |
| Mario Mantovani           | Forza Italia                        | PPE-DE  |
| Franco Marini             | Parti populaire italien             | PPE-DE  |
| Mario Mauro               | Forza Italia                        | PPE-DE  |
| Domenico Mennitti         | Forza Italia                        | PPE-DE  |
| Francesco Musotto         | Forza Italia                        | PPE-DE  |
| Giuseppe Nistico'         | Forza Italia                        | PPE-DE  |
| Paolo Pastorelli          | Centre chrétien-démocrate           | PPE-DE  |
| Pino Pisicchio            | Renouveau italien                   | PPE-DE  |
| Guido Podestà             | Forza Italia                        | PPE-DE  |
| Giacomo Santini           | Forza Italia                        | PPE-DE  |
| Amalia Sartori            | Forza Italia                        | PPE-DE  |
| Umberto Scapagnini        | Forza Italia                        | PPE-DE  |
| Antonio Tajani            | Forza Italia                        | PPE-DE  |
| Stefano Zappalà           | Forza Italia                        | PPE-DE  |
| Clemente Mastella         | Union des démocrates pour l'Europe  | PPE-DE  |
| Giorgio Calò              | Les démocrates                      | ELDR    |
| Paolo Costa               | Les démocrates                      | ELDR    |
| Antonio Di Pietro         | Les démocrates                      | ELDR    |
| Marco Formentini          | Ligue du Nord                       | ELDR    |
| Claudio Martelli          | Socialistes démocrates italiens     | ELDR    |
| Giovanni Procacci         | Les démocrates                      | ELDR    |
| Francesco Rutelli         | Les démocrates                      | ELDR    |
| Luciana Sbarbati          | Parti républicain italien           | ELDR    |
| Roberta Angelilli         | Alliance nationale                  | UEN     |
| Sergio Berlato            | Alliance nationale                  | UEN     |
| Roberto Bigliardo         | Mouvement social - Flamme tricolore | UEN     |
| Cristiana Muscardini      | Alliance nationale                  | UEN     |
| Antonio Mussa             | Alliance nationale                  | UEN     |
| Nello Musumeci            | Alliance nationale                  | UEN     |
| Mauro Nobilia             | Alliance nationale                  | UEN     |
| Adriana Poli Bortone      | Alliance nationale                  | UEN     |
| Mario Segni               | Alliance nationale                  | UEN     |
| Franz Turchi              | Alliance nationale                  | UEN     |
| Emma Bonino               | Liste Emma Bonino                   | NI      |
| Mario Borghezio           | Ligue du Nord                       | NI      |
| Marco Cappato             | Liste Emma Bonino                   | NI      |
| Gianfranco Dell'Alba      | Liste Emma Bonino                   | NI      |
| Benedetto Della Vedova    | Liste Emma Bonino                   | NI      |
| Olivier Dupuis            | Liste Emma Bonino                   | NI      |
| Gian Gobbo                | Ligue du Nord                       | NI      |
| Pietro Mennea             | Les démocrates                      | NI      |
| Marco Pannella            | Liste Emma Bonino                   | NI      |
| Francesco Speroni         | Ligue du Nord                       | NI      |
| Maurizio Turco            | Liste Emma Bonino                   | NI      |